# Goldland
Als Goldland bezeichnet man einen mythologischen Ort, in dem Gold in großen Mengen vorkommen soll. Zu den bekanntesten Goldländern zählen Eldorado und Ophir, wobei letzteres mit Punt identisch sein könnte.

## Bekannte Goldländer
Im Altertum wurden größere Goldmengen zumeist aus Afrika bezogen, wodurch auch Nubien (nub Ägyptisch „Gold“ oder „Goldland“) seinen Namen erhielt. Die meisten antiken Goldländer, wie Ophir oder Punt, wurden daher oft in Afrika lokalisiert. Zu Beginn der Neuzeit und der Entdeckungsfahrten lockte Amerika durch den Goldreichtum der indigenen Bevölkerung viele europäische Goldsucher an. Unter ihnen verbreiteten sich schnell unterschiedliche Goldland-Mythen, von denen sich der Mythos Eldorado bis in die späte Neuzeit großer Popularität erfreute.
- Eldorado: Das bekannteste sagenhafte Goldland ist Eldorado. Es soll im Inneren des nördlichen Südamerika liegen. Die Legende basiert auf einem Muisca-Mythos, bei dem der junge Herrscher stets Gold in einem See opfert.
- Piru: Im Westen von Südamerika sollte das Goldland Piru liegen. Die Konquistadoren versuchten es von Panama bis nach Peru zu lokalisieren.
- Curicuri: Das Goldland Curicuri sollte sich im Amazonasgebiet befinden. 1540 erzählten Einheimische der Mannschaft der Gonzalo-Pizarro-Expedition von einem Goldland am riesigen Fluss.
- Cibola und Quivira: Francisco Vásquez de Coronado startete 1540 eine Expedition zur Goldstadt Cibola und dem Goldland Quivira. Er suchte es vom Westen der USA bis nach Kansas.
- Paititi: Verlorene Stadt der Inka, die reich an Gold, Silber und Edelsteinen sein soll.
- Punt: Ein Goldland Punt erscheint in altägyptischen Inschriften und sollte östlich von Ägypten gelegen haben. Punt wird oft mit Ophir verbunden. Heute gibt es im ostafrikanischen Somalia ein De-facto-Regime namens Puntland.
- Ophir: Im Alten Testament wird das Goldland Ophir erwähnt. Möglicherweise lag es in Äthiopien oder Vorderasien.